# 普庵印肅

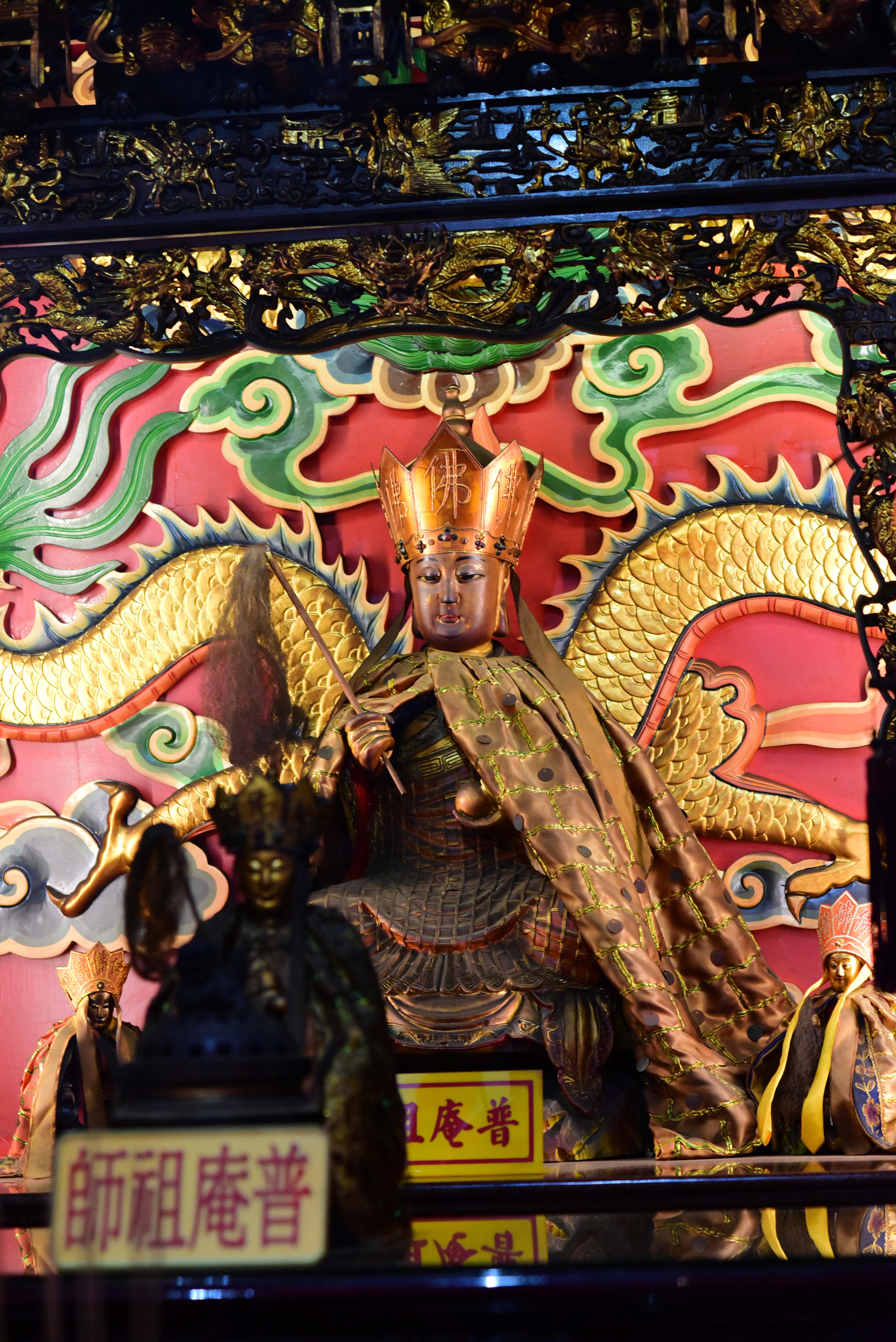
臺灣新北新莊保元宮供奉之普庵禪師

普庵印肅（1115年12月14日—1169年8月15日），諱印肅，法號普庵，又稱普庵禪師、普庵祖師、普庵佛祖等，民間也寫作「普唵」，禪門臨濟宗高僧，生於宋徽宗政和五年十一月二十七日（1115年12月14日），袁州宜春人（今江西省宜春市袁州區），俗姓余。宋高宗紹興四年（1134年）出家。一日讀《華嚴經》至「達本情忘，知心體合」，頓時悟道。乾道二年（1166年）於袁州南泉山建造慈化寺，故又稱南泉寺。乾道五年七月二十一日（1169年8月15日），圓寂。由於在世時靈驗事蹟不斷，圓寂後逐漸受到人民信仰，成為一位專門消災解厄的佛教俗神，傳衍妙法使門下弟子尊奉為祖師。民間相傳普庵曾向龍虎山三十代天師張虛靖學習過雷法，故許多道士、覡公亦信奉之。

## 禪學
普庵不仅神通廣大，其禪學功底亦不比寻常，一册《普庵语录》，明成祖朱棣叹为“其精深也，非想象之可求；其神妙也，非虚空之可似”。明进士邹元标读之，认为其“直接如来正宗”。

## 封號
普庵禪師圓寂後，依然大顯神威，屡屡为民禳灾去病，救旱抗洪。嘉熙元年（1237年），因祈雨封“寂感禅师”；淳佑十年（1250年），因救旱加封“妙济禅师”；因禳疫加封“真觉禅师”。咸淳四年（1268年），又封“昭赐禅师”。元大德四年（1300年），加“大德禅师”。元皇庆元年（1312年），加封“慧庆禅师”。明朝永乐年間，普庵被抬高到菩萨的地位。明成祖评说普庵：“万行圆融，六通具足，端严自在，变化无方，哲学悟于群迷，普利益于庶类，如溥甘霖于六合，膏泽均沾，犹现满月于千江，光辉旁烛。”明永樂十八年（1420年），加封「普庵至善弘仁圓通智慧寂感妙應慈濟真覺昭貺慧慶護國宣教大德菩薩」。

## 信仰功能

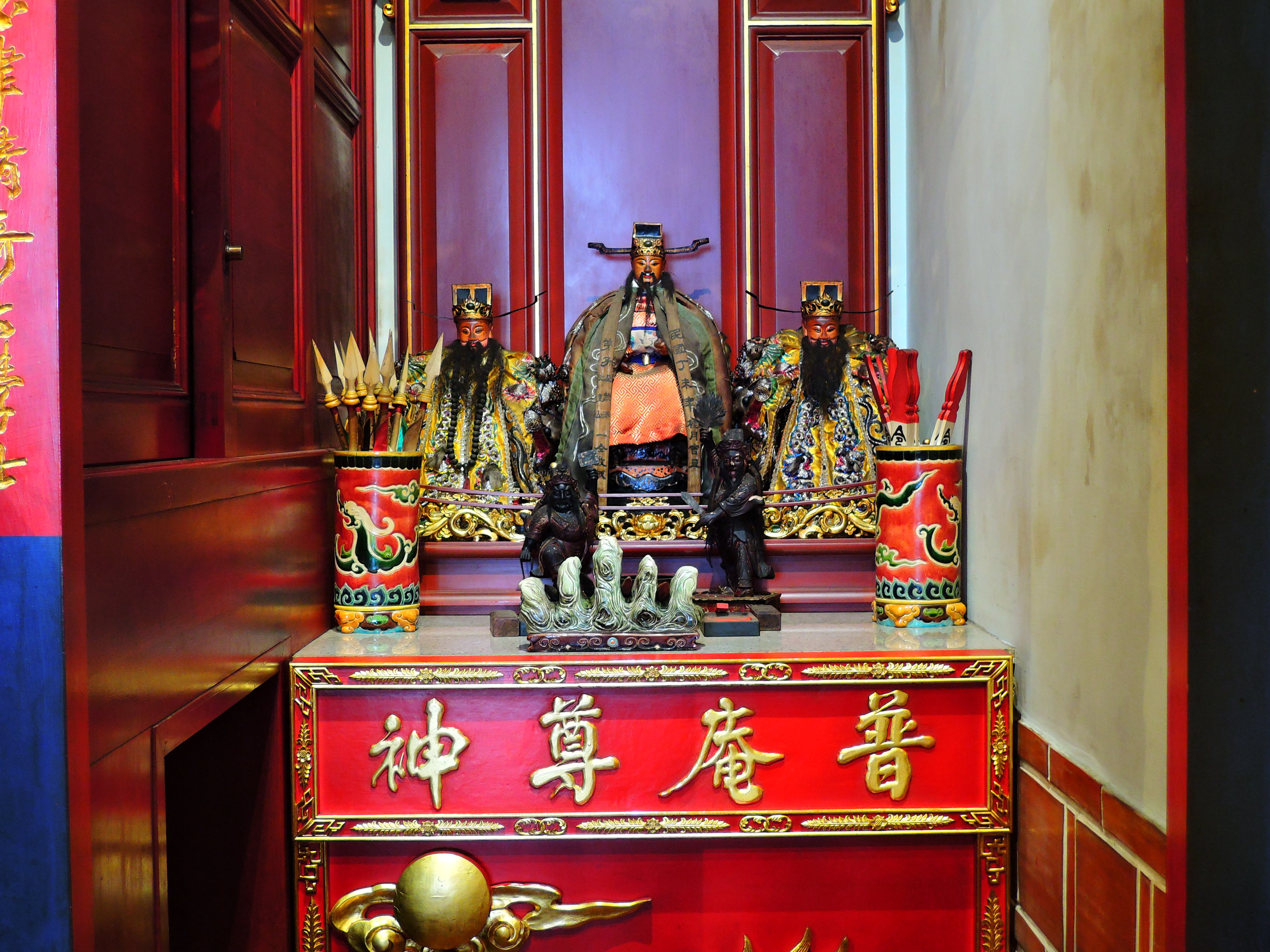
臺灣鹿港玉渠宮供奉之普庵尊神

在日本臨濟宗寺廟，常在後殿供奉普庵禪師神位，用以降妖伏魔。每月六日與廿日，日本临济宗僧侣要向普庵禅师神位礼拜诵经，祈祷寺院平安。
民間信仰以紅、黃等色紙寫上「普庵到此百無禁忌」八個字，持至奉祀有普庵禪師之廟中，繞過其香爐，或者取線香呼請普庵禪師，再以此紙繞過香爐，即成為化解禁忌的香火，貼在家中可以改善風水，攜帶於身，可以趨吉避凶。尤其是遇到沖煞，或者黃曆擇日所忌，就可以使用此法。比如今日忌遠行東南，卻偏得遠行東南，如能攜帶此香火，即避惡煞，化解災殃。更簡便的方法是，當臨時發覺冒犯禁忌時，心中觀想普庵禪師法相，連說三次「普庵到此百無禁忌」即可。

## 引用
1. ↑  清代龍虎山五十四代天師張繼宗著《崆峒問答》第十五問云：「聞雷打石因何得名？」答曰：「相傳釋家普庵真人祖師，學雷法於三十代天師，試之掌心雷，誤劈山石也。」